# Amel Ben Khaled
Amel Ben Khaled, née le 6 juin 1974, est une athlète tunisienne, spécialiste du lancer du poids.

## Biographie
Elle remporte quatre médailles d'argent consécutives lors des championnats d'Afrique d'athlétisme, de 1998 à 2004. Elle s'adjuge la médaille d'or des Jeux panarabes de 2004, à Alger, avec un lancer à 15,52 m.
Elle détient le record de Tunisie du lancer du poids avec 16,72 m, établi le 11 juin 2002 à Jablonec nad Nisou.

## Palmarès
| Date | Compétition             | Lieu         | Résultat | Marque  |
| ---- | ----------------------- | ------------ | -------- | ------- |
| 1997 | Jeux de la Francophonie | Antananarivo | 3e       | 14,95 m |
| 1998 | Championnats d'Afrique  | Yaoundé      | 2e       | 14,83 m |
| 2000 | Championnats d'Afrique  | Alger        | 2e       | 15,39 m |
| 2002 | Championnats d'Afrique  | Radès        | 2e       | 15,94 m |
| 2004 | Championnats d'Afrique  | Brazzaville  | 2e       | 15,45 m |
| 2004 | Jeux panarabes          | Alger        | 1re      | 15,52 m |
| 2007 | Jeux panarabes          | Le Caire     | 3e       | 14,02 m |
| 2007 | Championnats panarabes  | Amman        | 2e       | 14,60 m |

## Records
| Épreuve         | Performance | Lieu               | Date         |
| --------------- | ----------- | ------------------ | ------------ |
| Lancer du poids | 16,72 m     | Jablonec nad Nisou | 11 juin 2002 |